# Monastero di Montevergine (Salerno)
Il monastero di Montevergine (anche Santa Maria Monalium, Santa Maria de Monialibus o Maria de Sicone) sorge a Salerno nel quartiere Sant'Antonio. Il complesso è di singolare importanza in quanto l'intera facciata esterna è costituita dalle antiche mura longobarde che scendevano dal Castello di Arechi e che costituivano il sistema difensivo triangolare della città.

## La storia
Il complesso ha origine nell'XI secolo, fu poi dapprima un convento dell'ordine francescano di Santa Chiara per successivamente passare ai benedettini di Montevergine da cui prese il nome. 
Il monastero fu eretto nel Principato di Salerno  intorno al 1040 dal conte longobardo Sicone che lo lasciò in eredità, nel 1094, al figlio Bertegario come appare da un documento del 1187. Al 1042 risalgono le prime notizie riguardo alla sua esistenza, grazie ad una concessione al monastero di una terra da parte di Guaimario V.  
Con la bolla di Alessandro III il monastero fu soppresso e nel 1646 i benedettini di Montevergine vi si trasferirono e vi restarono fino all'ordine di soppressione definitiva disposta da Innocenzo X nel 1653. Nel 1703 vi si trasferì la Confraternita di San Francesco della Croce e nel 1716 vi fu istituito il conservatorio femminile, dove venivano accolte le donne bisognose e per volere dell'Arcivescovo De Vilana Perlas iniziò ad ospitare anche orfane. Dal 1900, sotto la guida delle figlie di Sant'Anna, svolge la stessa funzione. Nel 2010 è stato messo in vendita dalla curia e le attività di recupero per le giovani donne si sono concluse. 
Nel marzo 2013 sono iniziati i lavori di restauro volti a trasformare il monastero in un albergo.

### La struttura
L'edificio è a pianta rettangolare con una corte quadrata caratterizzata da un porticato a crociere sul lato meridionale che si affaccia sul un giardino e da diversi cortili. Della struttura originale restano le cucine al piano terreno e un affresco al piano superiore di Cristo in Croce.
La piccolo chiesa annessa, a navata unica, conserva il coro ligneo una grande tela rappresentante la Madonna di Montevergine ed una serie di affreschi di Rocco Pennino rappresentanti il tema della gloria degli ordini francescano e domenicano.